# ژوائو ماریا لیما دو ناسیمنتو
ژوائو ماریا لیما دو ناسیمنتو (به پرتغالی: João Maria Lima do Nascimento) مهاجم اهل برزیل است که در شهر ریودو ژانیرو  و در تاریخ ۴ سپتامبر ۱۹۸۲ به دنیا آمده‌است.
ژوائو ماریا لیما دو ناسیمنتو در تیم‌های فوتبال Alecrim سابقهٔ حضور دارد.